# Meseret Gebre Dekebo
Meseret Gebre Dekebo (Etiòpia, 17 de febrer de 1993) és una atleta, corredora de fons i maratoniana etíop.
El maig del 2022 Meseret G. Dekebo fou la guanyadora de la Marató de Barcelona, aconseguint un nou rècord de la prova, amb un temps de 2:23:11, millorant a més en 42 segons la marca anterior de Tadu Teshome en el 2021.
El març del 2022 als Campionats	d'Etiòpia, aconseguí el cinqué lloc en la prova de 10.000 metres, amb un temps de 32:21.5h. El juny d'aquest mateix any, a la competició dels 10.000 metres femenins, celebrada durant els Campionats d'Africa d'Atletisme, al Complex Esportiu Nacional Cote d'Or, de Saint-Pierre, a Maurici, Meseret Dekebo va quedar tercera amb un temps de 32:25.97.